# سید محمد بهشتی شیرازی
سیّد محمّد بهشتی شیرازی (زادهٔ ۸ اسفند ۱۳۳۰) عضو شورای عالی میراث فرهنگی و گردشگری و پیش از این مدیر جشنواره فیلم فجر و مدیر عامل بنیاد سینمایی فارابی، رئیسِ سازمان میراث فرهنگی و گردشگری، رئیس پژوهشگاه میراث فرهنگی، سازمان میراث فرهنگی، صنایع دستی و گردشگری و رئیس کمیته ملی ایکوم ایران بوده و همچنین عضو پیوسته فرهنگستان هنر است.

## زندگی
او فرزند نخست سیّد غلامرضا است و نوهٔ سید علی اکبر بهشتی شیرازی است که در ۸ اسفندِ سال ۱۳۳۰ در بیمارستان باهر در خیابان شیخ هادیِ تهران زاده شد. دوران کودکی و نوجوانی خود را در خانواده‌ای پرجمعیت گذراند. او طی دهه پنجاه در رشته معماری دانشگاه ملی (شهید بهشتی) تحصیل کرد و در آستانه تحقق انقلاب اسلامی فارغ‌التحصیل شد. در نخستین روزهای استقرار نظام جدید، به واسطه تجربیات خود در حوزه هنرهای تصویری، به صداوسیما فراخوانده شد. حضور او در صدا و سیمای جمهوری اسلامی تا زمان وزارت ارشاد محمد خاتمی تداوم داشت و پس از آن برای پایه‌گذاری و اداره بنیاد سینمایی فارابی به خدمت در آن وزارتخانه مشغول شد. بنیان جشنواره سینمایی فجر از جمله آثار او در این دوران از خدمتش به‌شمار می‌رود. در دولت هفتم و از سال ۱۳۷۶ قدم به سازمان میراث فرهنگی گذاشت و با عنوان معاونِ وزیر و رئیس سازمان، خدمت در عرصه فرهنگ را تداوم بخشید. تأسیس پژوهشگاه میراث فرهنگی و گردشگری آغاز روند ثبت جهانی آثار و ایجاد تغییر نگرش نسبت به مقوله میراث فرهنگی مهم‌ترین تبعات دوران هفت ساله حضور او در آن بخش بود. سید محمد بهشتی عضو پیوسته فرهنگستان هنر است و از سال ۱۳۸۵ در قالب مدیریت دانشنامه تاریخ معماری و شهرسازی ایران‌زمین توانش را صرف تدوین اثری جامع دربارهٔ سنت معماری و شهرسازی ایران کرده است. سید محمد بهشتی طی یک دهه اخیر در دانشگاه‌های مختلف به تدریس مشغول بوده و کلاس‌هایش در باب «تاریخ فرهنگی ایران» مشتاقان فراوانی داشته است.

## سوابق اجرایی
در سوابق اجرایی او سمت‌های زیر به چشم می‌خورد:
- عضو شورای عالی میراث فرهنگی و گردشگری ایران (۱۳۹۴-)[۱۴]
- مسئول پخش سیمای جمهوری اسلامی ایران (۱۳۵۹–۱۳۵۸)
- مدیر تولید سیمای جمهوری اسلامی ایران (۱۳۶۰–۱۳۵۹)
- مدیر گروه فیلم و سریال شبکه اول سیمای جمهوری اسلامی ایران (۱۳۶۱–۱۳۶۰)
- مدیر تشکیلات صدا و سیمای جمهوری اسلامی ایران (۱۳۶۵–۱۳۶۲)
- مدیر عامل بنیاد سینمایی فارابی و مدیر جشنواره فیلم فجر (۱۳۶۲–۱۳۷۳)
- مدیر عامل شرکت توسعه فضاهای فرهنگی وابسته به شهرداری تهران (۱۳۷۳–۱۳۷۶)
- رئیس گروه تخصصی معماری و شهرسازی فرهنگستان هنر ایران ۱۳۷۸ تاکنون
- عضو گروه تخصصی سینما فرهنگستان هنر از ۱۳۷۸ تاکنون
- معاون وزیر فرهنگ و ارشاد اسلامی و رئیس سازمان میراث فرهنگی (۱۳۸۲–۱۳۷۶)
- مؤسس و عضو هیئت مدیره (۱۳۹۲ تا ۱۳۹۷) موزه سینمای ایران
- عضو هیئت امنای موزه موسیقی از بدو تأسیس
- عضو هیئت مؤسس خانه سینما[۱۵]
- استاد دانشگاه شهید بهشتی، دانشگاه هنر تهران، دانشگاه تربیت مدرس و مرکز آموزش عالی میراث فرهنگی، صنایع دستی و گردشگری
- عضو هیئت مدیره سازمان زیباسازی شهرداری تهران (۱۳۶۸ تا کنون)
- عضو شورای عالی معماری و شهرسازی کشور (۱۳۸۲–۱۳۷۳)
- رئیس پژوهشگاه میراث فرهنگی و گردشگری (۱۳۸۲ تا ۱۳۸۴ و از ۱۳۹۳ تا ۱۳۹۷)
- دبیر اول جامعه مهندسان معمار از ۱۳۹۲ تا ۱۳۹۵
- عضو شورای راهبردی سازمان عمران و بهسازی وزارت راه و شهرسازی از ۱۳۹۲ تا ۱۳۹۷
- مشاور عالی شورای عالی خانه هنرمندان از ۱۳۹۶ تاکنون
- عضو شورای تخصصی سازمان نوسازی اراضی عباس‌آباد از ۱۳۸۹ تاکنون
- عضو هیئت امنای دانشگاه هنر و دانشگاه بین‌المللی امام خمینی قزوین از ۱۳۹۳ تاکنون[۱۶][۱۷][۱۸]

## آثار

### مقالات
- مهندسی ایرانی. در: آیین، ش۲۸.
- معنا و ماهیت موزه بایگانی‌شده  در ۲۳ دسامبر ۲۰۱۲ توسط Wayback Machine. در: رواق، ش۳.
- غزل باغ ایرانی. در: گلستان هنر، ش۱۱، بهار ۱۳۸۷
- جهان باغ ایرانی. در: گلستان هنر، ش۱۲، پاییز ۱۳۸۷
- نقش آب در حیات ایران‌زمین، مقاله
- نوروز بستر گفتگوی تمدن‌ها. در: نامهٔ ماه هنر، ش۲۹.
- از خلع ماده تا درک ملکوت: ظهور باطن به دست معماران سنتی. در: اطلاعات حکمت و معرفت، ش۶۹.
- هنر شهری؛ تبلور کیفیت در صورت شهر. در: منظر، شماره ۷، خرداد ۱۳۸۹
- زیبایی و کاربرد در هنر سنتی. در: خیال، شماره ۵، بهار ۱۳۸۲
- فرش ایرانی (پیدا شدن در ساحت معنایی و مادی محیط). در: کیمیای هنر، ش۶، زمستان ۱۳۹۱
- معماری پایدار یعنی چه؟ در: معماری و ساختمان، ش۳۹، تابستان۱۳۹۳
- خانه از آغاز پهلوی تا دهه چهل شمسی. در: معمار، ش۸۷
- ولیعصر؛ چهارباغ معاصر. در: اثر، ش۶۷، زمستان ۱۳۹۳
- کارنامهٔ مدیریت سرزمینی: پیروی از «اشه» یا «دروغ» ؟! در: مجموعه مقالات نخستین همایش میراث فرهنگی و توسعه پایدار، بهمن ۱۳۹۴، سازمان مدیریت و برنامه‌ریزی و پژوهشگاه میراث فرهنگی.
- تشنگی ثروت ماست. در: اندیشه ایرانشهر، سال دهم، زمستان ۱۳۹۶، شماره ۲۴ و ۲۵.
- خانه؛ از آغاز پهلوی اول تا دههٔ چهل شمسی، مقاله
- باغات قزوین؛ اهلی شدن و اهلی کردن، مقاله
- شهر از منظر حیات مدنی، مقاله همکاری با محمد کاهی
- "The Art of Revitalization", In Iran: Architecture for Changing Societies. Philip Jodidio (ed). Torino: Umberto Allemandi & C.
- “Water: a mirror into Iran’s geography and population/life”, In Yazd: WATARID 2rd International Conference: Water, ecosystems and sustainable development in arid and semi-arid zones. 2009.
- "Qazvin’s orchards; domesticated ecosystem”, In Paris: WATARID 3rd International Conference: Water, ecosystems and sustainable development in arid and semi-arid zones. 2011.

### کتاب‌ها
- مسجد ایرانی مکان معراج مؤمنین، کتاب، تهران: روزنه، ۱۳۸۹
- فرهنگ‌نامه معماری ایران در مراجع فارسی: اصطلاحات و مفاهیم. تهران: دانشنامه تاریخ معماری ایرانشهر و مؤسسه تألیف ترجمه و نشر آثار هنری متن، ۱۳۸۹.
- داستان تهران. تهران: دفتر پژوهشهای فرهنگی، ۱۳۹۵.
- شیخ بهایی و توپ مروارید. تهران: روزنه، ۱۳۹۶.
- احیای طهران. تهران: دفتر پژوهشهای فرهنگی، ۱۳۹۶.
- زیر دست و پای روزمرگی؛ مجموعه یادداشت‌های کوتاه، جلد نخست. تهران: گمان، ۱۳۹۶.
- کوچه پس کوچه‌های روزمرگی؛ مجموعه یادداشت‌های کوتاه، جلد دوم. تهران: روزنه، ۱۳۹۷
- پرسه در عرصه روزمرگی؛ مجموعه یادداشت‌های کوتاه، جلد سوم. تهران: روزنه، ۱۳۹۷.

### سینما
- آن‌سوی مه (۱۳۶۴) - نویسنده
- چمدان (۱۳۶۵) - طرح اولیه داستان از